# Jégtánc a 2014. évi téli olimpiai játékokon
A 2014. évi téli olimpiai játékokon a műkorcsolya jégtánc versenyszámának rövid programját február 16-án, a kűrt 17-én rendezték. Az aranyérmet az amerikai Meryl Davis–Charlie White-páros nyerte. A versenyszámban nem vett részt magyar páros.
Először nyertek amerikaiak jégtáncban a téli olimpián.

## Eseménynaptár
Az időpontok moszkvai idő szerint (UTC+4), zárójelben magyar idő szerint (UTC+1) olvashatóak.
| Időpont                    | Forduló       |
| -------------------------- | ------------- |
| február 16., 19:00 (16:00) | Rövid program |
| február 17., 19:00 (16:00) | Kűr           |

## Eredmények
A rövid programban és a kűrben kapott pontszámok összessége határozza meg a végső sorrendet. A rövid programból az első 20 legjobb páros jutott tovább.

### Rövid program
| Hely. | Páros                                  | Nemzet                 | Tech. | Prog. | Lev.  | Össz. | Mj |
| ----- | -------------------------------------- | ---------------------- | ----- | ----- | ----- | ----- | -- |
| 1.    | Meryl Davis Charlie White              | Egyesült Államok (USA) | 39,72 | 39,17 | 0,00  | 78,89 | Q  |
| 2.    | Tessa Virtue Scott Moir                | Kanada (CAN)           | 37,64 | 38,69 | 0,00  | 76,33 | Q  |
| 3.    | Jelena Iljinih Nyikita Kacalapov       | Oroszország (RUS)      | 36,36 | 36,68 | 0,00  | 73,04 | Q  |
| 4.    | Nathalie Péchalat Fabian Bourzat       | Franciaország (FRA)    | 36,43 | 36,35 | 0,00  | 72,78 | Q  |
| 5.    | Jekatyerina Bobrova Dmitrij Szolovjev  | Oroszország (RUS)      | 33,58 | 36,39 | 0,00  | 69,97 | Q  |
| 6.    | Anna Cappellini Luca Lanotte           | Olaszország (ITA)      | 32,85 | 34,73 | 0,00  | 67,58 | Q  |
| 7.    | Kaitlyn Weaver Andrew Poje             | Kanada (CAN)           | 31,93 | 35,00 | –1,00 | 65,93 | Q  |
| 8.    | Madison Chock Evan Bates               | Egyesült Államok (USA) | 32,78 | 32,68 | 0,00  | 65,46 | Q  |
| 9.    | Maia Shibutani Alex Shibutani          | Egyesült Államok (USA) | 33,36 | 31,11 | 0,00  | 64,47 | Q  |
| 10.   | Nelli Zhiganshina Alexander Gazsi      | Németország (GER)      | 30,64 | 30,27 | 0,00  | 60,91 | Q  |
| 11.   | Penny Coomes Nicholas Buckland         | Nagy-Britannia (GBR)   | 30,08 | 30,25 | –1,00 | 59,33 | Q  |
| 12.   | Sara Hurtado Adrià Díaz                | Spanyolország (ESP)    | 31,78 | 26,80 | 0,00  | 58,58 | Q  |
| 13.   | Pernelle Carron Lloyd Jones            | Franciaország (FRA)    | 30,50 | 27,75 | 0,00  | 58,25 | Q  |
| 14.   | Julia Zlobina Alexei Sitnikov          | Azerbajdzsán (AZE)     | 28,79 | 29,36 | 0,00  | 58,15 | Q  |
| 15.   | Charlène Guignard Marco Fabbri         | Olaszország (ITA)      | 30,00 | 28,14 | 0,00  | 58,14 | Q  |
| 16.   | Viktorija Szinyicina Ruszlan Zsigansin | Oroszország (RUS)      | 30,43 | 27,58 | 0,00  | 58,01 | Q  |
| 17.   | Isabella Tobias Deividas Stagniūnas    | Litvánia (LTU)         | 27,79 | 28,61 | 0,00  | 56,40 | Q  |
| 18.   | Alexandra Paul Mitchell Islam          | Kanada (CAN)           | 27,50 | 28,41 | 0,00  | 55,91 | Q  |
| 19.   | Tanja Kolbe Stefano Caruso             | Németország (GER)      | 28,22 | 26,21 | 0,00  | 54,43 | Q  |
| 20.   | Danielle O'Brien Gregory Merriman      | Ausztrália (AUS)       | 28,29 | 24,39 | 0,00  | 52,68 | Q  |
| 21.   | Cathy Reed Chris Reed                  | Japán (JPN)            | 26,87 | 25,42 | 0,00  | 52,29 |    |
| 22.   | Alisa Agafonova Alper Uçar             | Törökország (TUR)      | 25,14 | 24,70 | 0,00  | 49,84 |    |
| 23.   | Huang Xintong Zheng Xun                | Kína (CHN)             | 23,14 | 25,82 | 0,00  | 48,96 |    |
| 24.   | Siobhan Heekin-Canedy Dmitro Duny      | Ukrajna (UKR)          | 18,36 | 23,54 | 0,00  | 41,90 |    |

### Kűr
| Hely. | Versenyző                              | Nemzet                 | Tech. | Prog. | Lev.  | Össz.  |
| ----- | -------------------------------------- | ---------------------- | ----- | ----- | ----- | ------ |
| 1.    | Meryl Davis Charlie White              | Egyesült Államok (USA) | 57,50 | 59,13 | 0,00  | 116,63 |
| 2.    | Tessa Virtue Scott Moir                | Kanada (CAN)           | 56,22 | 58,44 | 0,00  | 114,66 |
| 3.    | Jelena Iljinih Nyikita Kacalapov       | Oroszország (RUS)      | 54,14 | 56,30 | 0,00  | 110,44 |
| 4.    | Nathalie Péchalat Fabian Bourzat       | Franciaország (FRA)    | 51,16 | 54,28 | −1,00 | 104,44 |
| 5.    | Kaitlyn Weaver Andrew Poje             | Kanada (CAN)           | 50,43 | 52,75 | 0,00  | 103,18 |
| 6.    | Jekatyerina Bobrova Dmitrij Szolovjev  | Oroszország (RUS)      | 48,50 | 54,45 | 0,00  | 102,95 |
| 7.    | Anna Cappellini Luca Lanotte           | Olaszország (ITA)      | 49,50 | 52,42 | 0,00  | 101,92 |
| 8.    | Madison Chock Evan Bates               | Egyesült Államok (USA) | 49,01 | 50,17 | 0,00  | 99,18  |
| 9.    | Penny Coomes Nicholas Buckland         | Nagy-Britannia (GBR)   | 44,50 | 47,28 | 0,00  | 91,78  |
| 10.   | Maia Shibutani Alex Shibutani          | Egyesült Államok (USA) | 43,42 | 48,28 | −1,00 | 90,70  |
| 11.   | Julia Zlobina Alexei Sitnikov          | Azerbajdzsán (AZE)     | 45,23 | 45,25 | 0,00  | 90,48  |
| 12.   | Nelli Zhiganshina Alexander Gazsi      | Németország (GER)      | 45,41 | 45,45 | −1,00 | 89,86  |
| 13.   | Sara Hurtado Adrià Díaz                | Spanyolország (ESP)    | 46,13 | 42,26 | 0,00  | 88,39  |
| 14.   | Charlène Guignard Marco Fabbri         | Olaszország (ITA)      | 45,28 | 41,36 | 0,00  | 86,64  |
| 15.   | Pernelle Carron Lloyd Jones            | Franciaország (FRA)    | 41,95 | 42,67 | 0,00  | 84,62  |
| 16.   | Alexandra Paul Mitchell Islam          | Kanada (CAN)           | 41,98 | 40,81 | 0,00  | 82,79  |
| 17.   | Viktorija Szinyicina Ruszlan Zsigansin | Oroszország (RUS)      | 40,90 | 41,75 | 0,00  | 82,65  |
| 18.   | Isabella Tobias Deividas Stagniūnas    | Litvánia (LTU)         | 39,86 | 42,74 | 0,00  | 82,60  |
| 19.   | Tanja Kolbe Stefano Caruso             | Németország (GER)      | 38,71 | 38,42 | −1,00 | 76,13  |
| 20.   | Danielle O’Brien Gregory Merriman      | Ausztrália (AUS)       | 39,03 | 36,82 | 0,00  | 75,85  |

### Összesítés
| Helyezés | Versenyző                              | Nemzet                 | Rövid program | Kűr     | Összesítés |
| -------- | -------------------------------------- | ---------------------- | ------------- | ------- | ---------- |
| Arany    | Meryl Davis Charlie White              | Egyesült Államok (USA) | 78,89         | 116,63  | 195,52     |
| Ezüst    | Tessa Virtue Scott Moir                | Kanada (CAN)           | 76,33         | 114,66  | 190,99     |
| Bronz    | Jelena Iljinih Nyikita Kacalapov       | Oroszország (RUS)      | 73,04         | 110,44  | 183,48     |
| 4.       | Nathalie Péchalat Fabian Bourzat       | Franciaország (FRA)    | 72,78         | 104,44  | 177,22     |
| 5.       | Jekatyerina Bobrova Dmitrij Szolovjev  | Oroszország (RUS)      | 69,97         | 102,95  | 172,92     |
| 6.       | Anna Cappellini Luca Lanotte           | Olaszország (ITA)      | 67,58         | 101,92  | 169,50     |
| 7.       | Kaitlyn Weaver Andrew Poje             | Kanada (CAN)           | 65,93         | 103,18  | 169,11     |
| 8.       | Madison Chock Evan Bates               | Egyesült Államok (USA) | 65,46         | 99,18   | 164,64     |
| 9.       | Maia Shibutani Alex Shibutani          | Egyesült Államok (USA) | 64,47         | 90,70   | 155,17     |
| 10.      | Penny Coomes Nicholas Buckland         | Nagy-Britannia (GBR)   | 59,33         | 91,78   | 151,11     |
| 11.      | Nelli Zhiganshina Alexander Gazsi      | Németország (GER)      | 60,91         | 89,86   | 150,77     |
| 12.      | Julia Zlobina Alexei Sitnikov          | Azerbajdzsán (AZE)     | 58,15         | 90,48   | 148,63     |
| 13.      | Sara Hurtado Adrià Díaz                | Spanyolország (ESP)    | 58,58         | 88,39   | 146,97     |
| 14.      | Charlène Guignard Marco Fabbri         | Olaszország (ITA)      | 58,14         | 86,64   | 144,78     |
| 15.      | Pernelle Carron Lloyd Jones            | Franciaország (FRA)    | 58,25         | 84,62   | 142,87     |
| 16.      | Viktorija Szinyicina Ruszlan Zsigansin | Oroszország (RUS)      | 58,01         | 82,65   | 140,66     |
| 17.      | Isabella Tobias Deividas Stagniūnas    | Litvánia (LTU)         | 56,40         | 82,60   | 139,00     |
| 18.      | Alexandra Paul Mitchell Islam          | Kanada (CAN)           | 55,91         | 82,79   | 138,70     |
| 19.      | Tanja Kolbe Stefano Caruso             | Németország (GER)      | 54,43         | 76,13   | 130,56     |
| 20.      | Danielle O'Brien Gregory Merriman      | Ausztrália (AUS)       | 52,68         | 75,85   | 128,53     |
| 21.      | Cathy Reed Chris Reed                  | Japán (JPN)            | 52,29         | kiesett | 52,29      |
| 22.      | Alisa Agafonova Alper Uçar             | Törökország (TUR)      | 49,84         | kiesett | 49,84      |
| 23.      | Huang Xintong Zheng Xun                | Kína (CHN)             | 48,96         | kiesett | 48,96      |
| 24.      | Siobhan Heekin-Canedy Dmitro Duny      | Ukrajna (UKR)          | 41,90         | kiesett | 41,90      |